# Phương diện quân Leningrad
Phương diện quân Leningrad (tiếng Nga: Ленинградский фронт) là một tổ chức tác chiến chiến lược của Hồng quân Liên Xô trong Thế chiến thứ hai.

## Lịch sử
Phương diện quân Leningrad được thành lập ngày 27 tháng 8 năm 1941 dựa trên chỉ lệnh của Bộ tổng tư lệnh tối cao Liên Xô (STAVKA) ra ngày 23 tháng 8 năm 1941 về việc chia Phương diện quân Bắc ra thành phương diện quân Karelia và phương diện quân Leningrad. Biên chế gồm các tập đoàn quân 8, 23, 48, các cụm tác chiến Koporskaya, Nam và Slutsk Kolpinsky. Sau đó được bổ sung thêm các tập đoàn quân xung kích 1, 2, 4; cận vệ 6, 10; 3, 13, 15, 20, 21, 22, 42, 51, 52, 54, 55, 59, 67. Nhiệm vụ của phương diện quân là phòng thủ Leningrad ngăn không cho quân Đức chiếm được thành phố này.
Ngày 30 tháng 8 năm 1941, phương diện quân được phối thuộc thêm Hạm đội Baltic. Ngày 08 tháng 9 năm 1941, các trận chiến đấu đã diễn ra trong sự phong tỏa Leningrad của quân Đức. Đến cuối tháng 9, các cuộc tấn công của quân Đức tạm dưng. 17 tháng 12 năm 1941, các đơn vị ở cánh trái phương diện quân được tổ chức thành Phương diện quân Volkhov. Một số nỗ lực để giải phóng Leningrad đã không thành công. 25 tháng 11 năm 1942, các đơn vị không quân của phương diện quân Leningrad hợp nhất thành tập đoàn quân không quân 13. Tháng 1 năm 1943, phương diện quân Leningrad cùng với phương diện quân Volkhov đã phá vỡ sự phong tỏa Leningrad của quân Đức, Leningrad lại được nối liền với Liên Xô.
Các cuộc tấn công để phá bỏ sự phong tỏa của quân Đức bắt đầu vào năm 1944. 21 tháng 4 năm 1944, các đơn vị ở cánh trái phương diện quân Leningrad được hợp nhất thành Phương diện quân Baltic 3. Các đơn vị của phương diện quân đã giair phóng eo đất Karelia, Vyborg, buộc Phần Lan phải rút khỏi chiến tranh. Tháng 9-11 năm 1944, phương diện quân Leningrad tham gia giải phóng các quốc gia ở vùng Baltic, gồm Estonia và quần đảo Moonsund, đây là các chiến dịch cuối cùng của phương diện quân Leningrad. 16 tháng 10 năm 1944, tập đoàn quân 67 của phương diện quân Baltic 3 chuyển cho phương diện quân Leningrad.
Ngày 24 tháng 7 năm 1945, theo chỉ lệnh của STAVKA ra ngày 09 tháng 7 năm 1945, phương diện quân được tổ chức lại thành Quân khu Leningrad.

## Lãnh đạo phương diện quân

### Tư lệnh
| STT | Ảnh | Họ tên           | Thời gian sống | Thời gian tại nhiệm            | Cấp bậc tại nhiệm                                                                            | Ghi chú                                                                             |
| --- | --- | ---------------- | -------------- | ------------------------------ | -------------------------------------------------------------------------------------------- | ----------------------------------------------------------------------------------- |
| 1   |     | M.M. Popov       | 1902 - 1969    | tháng 8, 1941 - tháng 9, 1941  | Trung tướng (1940)                                                                           | Đại tướng (1943). Bị giáng cấp Thượng tướng năm 1944. Thăng lại Đại tướng năm 1953. |
| 2   |     | K.Ye. Voroshilov | 1881 - 1969    | tháng 9, 1941                  | Nguyên soái Liên Xô (1935)                                                                   |                                                                                     |
| 3   |     | G.K. Zhukov      | 1896 - 1974    | tháng 9, 1941 - tháng 10, 1941 | Đại tướng (1940)                                                                             | Nguyên soái Liên Xô (1943)                                                          |
| 4   |     | I.I. Fedyuninsky | 1896 - 1979    | tháng 10, 1941                 | Thiếu tướng (1941)                                                                           | Đại tướng (1955)                                                                    |
| 5   |     | M.S. Khozin      | 1900 - 1977    | tháng 10, 1941 - tháng 6, 1942 | Trung tướng (1940)                                                                           | Thượng tướng (1943)                                                                 |
| 6   |     | L.A. Govorov     | 1897 - 1955    | tháng 6, 1942 - tháng 7, 1945  | Trung tướng pháo binh (1941) Thượng tướng (1943) Đại tướng (1943) Nguyên soái Liên Xô (1944) |                                                                                     |

### Ủy viên Hội đồng quân sự
| STT | Ảnh                        | Họ tên          | Thời gian sống | Thời gian tại nhiệm           | Cấp bậc tại nhiệm                      | Ghi chú            |
| --- | -------------------------- | --------------- | -------------- | ----------------------------- | -------------------------------------- | ------------------ |
| 1   | Tập tin:Klementyev N N.gif | N.N. Klementyev | 1897 - 1954    | tháng 8, 1941 - tháng 9, 1941 | Chính ủy Quân đoàn (1940)              | Thiếu tướng (1942) |
| 2   |                            | A.A. Zhdanov    | 1896 - 1948    | tháng 9, 1941 - tháng 7, 1945 | Trung tướng (1943) Thượng tướng (1944) |                    |

### Tham mưu trưởng
| STT | Ảnh                                  | Họ tên          | Thời gian sống | Thời gian tại nhiệm            | Cấp bậc tại nhiệm                     | Ghi chú                     |
| --- | ------------------------------------ | --------------- | -------------- | ------------------------------ | ------------------------------------- | --------------------------- |
| 1   |                                      | N.V. Gorodetsky | 1901 - 1953    | tháng 8, 1941 - tháng 9, 1941  | Đại tá (1941)                         | Trung tướng (1946)          |
| 2   |                                      | M.S. Khozin     | 1900 - 1977    | tháng 9, 1941 - tháng 10, 1941 | Trung tướng (1940)                    | Thượng tướng (1943)         |
| 3   | Tập tin:Гусев Дмитрий Николаевич.jpg | D.N. Gusev      | 1894 - 1957    | tháng 10, 1941 - tháng 4, 1944 | Thiếu tướng (1940) Trung tướng (1942) | Thượng tướng (1944)         |
| 4   |                                      | M.M. Popov      | 1902 - 1969    | tháng 4, 1944 - tháng 7, 1945  | Thượng tướng (1944)                   | Đại tướng (lần 2) năm 1953. |

## Biên chế chủ lực

### 1 tháng 10 năm 1941
- Tập đoàn quân 8
- Tập đoàn quân 23
- Tập đoàn quân 42
- Tập đoàn quân 54
- Tập đoàn quân 55
- Lực lượng đặc nhiệm Neva

### 1 tháng 1 năm 1942
- Tập đoàn quân 8
- Tập đoàn quân 23
- Tập đoàn quân 42
- Tập đoàn quân 54
- Tập đoàn quân 55
- Cụm chiến dịch ven biển

### 1 tháng 4 năm 1942
- Tập đoàn quân 8
- Tập đoàn quân 23
- Tập đoàn quân 42
- Tập đoàn quân 54
- Tập đoàn quân 55
- Lực lượng đặc nhiệm Neva
- Cụm chiến dịch ven biển

### 1 tháng 7năm 1942
- Tập đoàn quân 23
- Tập đoàn quân 42
- Tập đoàn quân 55
- Lực lượng đặc nhiệm Neva
- Cụm chiến dịch ven biển

### 1 tháng 1 năm 1943
- Tập đoàn quân 23
- Tập đoàn quân 42
- Tập đoàn quân 55
- Tập đoàn quân 67
- Cụm chiến dịch ven biển
- Tập đoàn quân không quân 13

### 1 tháng 7 năm 1943
- Tập đoàn quân xung kích 2
- Tập đoàn quân 23
- Tập đoàn quân 42
- Tập đoàn quân 55
- Tập đoàn quân 67
- Cụm chiến dịch ven biển
- Tập đoàn quân không quân 13

### 1 tháng 1 năm 1944
- Tập đoàn quân xung kích 2
- Tập đoàn quân 23
- Tập đoàn quân 42
- Tập đoàn quân 67
- Tập đoàn quân không quân 13

### 1 tháng 4 năm 1944
- Tập đoàn quân xung kích 2
- Tập đoàn quân 8
- Tập đoàn quân 23
- Tập đoàn quân 42
- Tập đoàn quân 54
- Tập đoàn quân 59
- Tập đoàn quân 67
- Tập đoàn quân không quân 13

### 1 tháng 7 năm 1944
- Tập đoàn quân xung kích 2
- Tập đoàn quân 8
- Tập đoàn quân 21
- Tập đoàn quân 23
- Tập đoàn quân 59
- Tập đoàn quân không quân 13

### 1 tháng 10 năm 1944
- Tập đoàn quân 8
- Tập đoàn quân 23
- Tập đoàn quân 59
- Tập đoàn quân không quân 13

### 1 tháng 1 năm 1945
- Tập đoàn quân 8
- Tập đoàn quân 23
- Tập đoàn quân 67
- Tập đoàn quân không quân 13

## Các chiến dịch lớn đã tham gia

### Các chiến dịch chiến lược
- Chiến dịch tấn công chiến lược Vyborg-Petrozavodsk 1944
- Chiến dịch phòng thủ chiến lược Leningrad 1941
- Chiến dịch tấn công chiến lược Leningrad-Novgorod 1944
- Chiến dịch tấn công «Искра» 1943
- Chiến dịch tấn công chiến lược Baltic 1944
- Chiến dịch tấn công chiến lược Tikhvin 1941

### Các chiến dịch của phương diện quân và tập đoàn quân
- Chiến dịch tấn công Vyborg 1944
- Chiến dịch phòng thủ Vyborg-Kexholmsky 1941
- Chiến dịch tấn công Kingisepp-Gdov 1944
- Chiến dịch phòng thủ Kingisepp-Luga 1941
- Chiến dịch tấn công Krasnosel'skii-Ropshinskaya 1944
- Chiến dịch tấn công Kurland 1945
- Chiến dịch tấn công Luban 1942
- Chiến dịch tấn công Mginskaya 1943
- Chiến dịch đổ bộ Moonsund 1944
- Chiến dịch tấn công Narva 1944
- Chiến dịch tấn công Novgorod-Luga 1944
- Chiến dịch tấn công Pskov 1944
- Chiến dịch tấn công Sinyavinskaya 1941
- Chiến dịch tấn công Sinyavinskaya 1942
- Chiến dịch tấn công Tallinn 1944
- Chiến dịch phòng thủ Tikhvin 1941
- Chiến dịch tấn công Tikhvin Kirishskaya 1941[1]